# Římskokatolická farnost Oleksovice
Římskokatolická farnost Oleksovice je územní společenství římských katolíků s farním kostelem Nanebevzetí Panny Marie v moravskokrumlovském děkanství.

## Historie farnosti
Obec je připomínána již v zakládací listině kláštera v Louce u Znojma z 25. října 1190 jako statek darovaný knížetem Konrádem Otou. Farní kostel je zasvěcen Nanebevzetí Panny Marie a jeho existence je známa již roku 1220. Presbytář je starobylý, kostelní loď je novější: roku 1576 byla přestavována nákladem louckého opata Freytaga. Místní fara se připomíná již roku 1220, ale loucké opatství nechalo postavit roku 1776 nynější faru s příslušnými hospodářskými staveními.

## Duchovní správci
Od 1. října 2004 je administrátorem in materialibus stálý jáhen Mgr. Petr Šmeral. Od 1. října 2011 do července 2014 byl excurrendo administrátorem in spiritualibus R. D. Jiří Cajzl.Od srpna 2014 byl ustanoven novým excurrendo administrátorem in spiritualibus R. D. Mgr. František Alexa z Žerotic.

## Bohoslužby
| Kostel                  | Místo      | Bohoslužba (den) | Hodina                                                     | Poznámka        |
| ----------------------- | ---------- | ---------------- | ---------------------------------------------------------- | --------------- |
| Nanebevzetí Panny Marie | Oleksovice | neděle pátek     | 10.30 16.00 /zimní čas)/17.00 (letní čas) bohoslužba slova | farní kostel    |
| Panny Marie Sněžné      | Čejkovice  | sobota           | 15.00 (zima)/17.00 (léto) (1. v měsíci)                    | filiální kostel |

## Aktivity ve farnosti
Dnem vzájemných modliteb farností za bohoslovce a bohoslovců za farnosti brněnské diecéze je 3. červen. Adorační den připadá na 13. března. Ve farnosti se koná tříkrálová sbírka. V roce 2016 se při ní vybralo v Oleksovicích 10 739 korun.
Na svátek patrona hasičů svatého Floriána 4. května se každoročně koná hasičská pouť.